# 陳家宏
陳家宏（1983年—），樹黨中評委，亦是樹黨主要發起人之一。從事環保運動、也參與選舉。2014年參與蔡丁貴發起的反核包圍立院行動，被起訴。2014年與樹黨前往抗議慈濟內湖園區保護區變更，被起訴。投入2016年中華民國立法委員選舉，參選台北市第六選區大安區的區域立委。

## 經歷

### 趴車
參考2014年林義雄反核四禁食行動。公投盟總召蔡丁貴2014年4月29日為核四議題，號召群眾阻擋立院出口，阻擋立委離去，要立委在立院內續審核四，群眾與立委、警員爆發衝突，9名群眾遭依妨害公務等罪嫌移送法辦。陳家宏爬上國民黨立委吳育昇座車車頂，並且辯稱：「想跟立委換名片啦」。

### 噴滅火器
參考內湖保護區反慈濟開發事件。台北市都市計畫委員會於2014年10月15日召開「內湖區都市計畫通盤檢討」審查會議，13日下午才公開開會訊息，並強調不邀請陳情人或相關團體列席旁聽、不提供登記發言，引發環團質疑是為慈濟開發案鋪路，樹黨黨員陳家宏甚至拿起滅火器狂噴，導致會議被迫中止。員警後來封鎖樓層，以盤查身分、涉嫌妨害公務等為由，將廿名民眾帶回三張犁派出所。
2015年2月6日，台北地檢署以「妨害公務」起訴陳家宏與冼義哲。陳家宏對此表示，「被起訴對個人來說是虧損，但對整個社會是賺到，因為我們把生態區保留了下來。」冼義哲則表示：「當天會議是護航內湖慈濟案過關，為凸顯行政不中立，已做好為言論自由去服刑的準備。 」
2015年12月15日，台北地院一審宣判陳無罪、冼罪名不受理。陳家宏說，被起訴是個人虧損，保護區留下則是社會賺到，現在可以說是雙贏，這令他想起黃信介曾發表一篇演說「請與我一同告別舊時代」，內容提到『今天不是當權者赦免他，而是人民力量讓他進來(立法院)』。他也相信社會共識讓他無罪；希望社會改變，「告別噴滅火器的時代」。

## 外部連結
- 選舉技術open source （页面存档备份，存于）
- 當環保遇上政治 （页面存档备份，存于）